# Sveriges ambassad i Abuja
Sveriges ambassad i Abuja är Sveriges diplomatiska beskickning i Nigeria som är belägen i landets huvudstad Abuja. Beskickningen består av en ambassad, ett antal svenskar utsända av Utrikesdepartementet (UD) och lokalanställda. Ambassadör sedan 2022 är Annika Hahn-Englund. Ambassadören är sidoackrediterad i Benin, Gambia, Ghana och Togo. Sverige har även ett exportrådskontor i Lagos.

## Historia
Åren 1961–2001 var ambassaden belägen i dåvarande huvudstaden Lagos, varefter den flyttade till den nya Abuja.

## Verksamhet
Den främsta uppgiften ambassaden har är att företräda och bistå Sverige och dess olika samhällssektorer i främjandet av svenska intressen i verksamhetsländerna Nigeria, Ghana, Benin och Togo, samt gentemot den regionala samarbetsorganisationen ECOWAS. Man verkar också för att stärkta relationer mellan Sveriges och dessa länders regeringar, samt mellan invånare, organisationer och företag.
Man följer även verksamhetsländernas politiska och ekonomiska utveckling och redovisar och analyserar denna i rapporter till UD eller andra huvudmän, såsom Migrationsverket, Exportrådet och Sida. På ambassadens konsulära avdelning hanteras pass-, viserings- och tillståndsärenden samt medborgarskapsfrågor. Konsulär service ges också åt svenskar i landet.

## Beskickningschefer
| Namn                 | Period    | Funktion   | Huvudstad | Ackreditering                                                 |
| -------------------- | --------- | ---------- | --------- | ------------------------------------------------------------- |
| Love Kellberg        | 1961–1963 | Ambassadör | Lagos     | Sidoackrediterad i Porto-Novo.                                |
| Marc Giron           | 1963–1966 | Ambassadör | Lagos     |                                                               |
| Carl Swartz          | 1966–1969 | Ambassadör | Lagos     |                                                               |
| Bertil Arvidson      | 1969–1972 | Ambassadör | Lagos     | Sidoackrediterad i Accra, Niamey, Ouagadougou och Porto-Novo. |
| Pierre Bothén        | 1972–1974 | Ambassadör | Lagos     | Sidoackrediterad i Accra, Niamey, Ouagadougou och Porto-Novo. |
| Karl-Anders Wollter  | 1974–1977 | Ambassadör | Lagos     | Sidoackrediterad i Accra. Porto-Novo och Niamey från 1976.    |
| Vidar Hellners       | 1977–1981 | Ambassadör | Lagos     | Sidoackrediterad i Accra och Cotonou. Lomé från 1979.         |
| Bo Elfwendahl        | 1981–1985 | Ambassadör | Lagos     | Sidoackrediterad i Accra.                                     |
| Lave Johnsson        | 1985–1989 | Ambassadör | Lagos     | Sidoackrediterad i Accra från 1986.                           |
| Göran Zetterqvist    | 1989–1992 | Ambassadör | Lagos     | Sidoackrediterad i Accra.                                     |
| Arne Ekfeldt         | 1992–1997 | Ambassadör | Lagos     |                                                               |
| Lars Ekström         | 1997–2002 | Ambassadör | Lagos     |                                                               |
| Birgitta Holst Alani | 2002–2005 | Ambassadör | Abuja     | Sidoackrediterad i Accra, Lomé, Niamey och Porto-Novo.        |
| Lars-Owe Persson     | 2005–2008 | Ambassadör | Abuja     |                                                               |
| Per Lindgärde        | 2008–2012 | Ambassadör | Abuja     |                                                               |
| Svante Kilander      | 2012–2016 | Ambassadör | Abuja     | Sidoackrediterad i Accra, Banjul, Lomé, Porto-Novo.           |
| Inger Ultvedt        | 2016–2019 | Ambassadör | Abuja     |                                                               |
| Carl Michael Gräns   | 2019–2022 | Ambassadör | Abuja     |                                                               |
| Annika Hahn-Englund  | 2022–     | Ambassadör | Abuja     |                                                               |